# جنرال باتشيكو (مدينة)
جنرال باتشيكو (بالإسبانية: General Pacheco)‏ هي منطقة سكنية تقع في الأرجنتين في Tigre Partido. يقدر عدد سكانها بـ 43,287 نسمة وترتفع عن سطح البحر 11 متر.

## أعلام
- داريو كونكا
- دييغو مارتينيز
- لاوتارو أريلانو